# Lepidostoma hirtum
Lepidostoma hirtum (polska nazwa pierzek) – chruścik z rodziny Lepidostomatidae. Larwy wielkości około 1 cm budują czworościenne, przenośne domki, zbudowane z fragmentów roślin lub detrytusu. Młodsze stadia larwalne budują rurkowane, niezakrzywione domki z piasku. Gatunek pospolity w rzekach nizinnych średniej wielkości, potamobiont.